# Білюшок
Білюшок (Leptidea) — рід метеликів родини біланових (Pieridae). Поширений у Європі та Азії.

## Опис
Leptidea — група біланів середнього розміру (розмах крил приблизно 40-50 мм) із досить крихкими крилами, білого кольору, за винятком того, що кінчик переднього крила може бути сіро-чорним. Задні крила менші за передні. Задня частина тіла тонка і струнка. Види досить схожі один на одного, і їх важко відрізнити за зовнішніми ознаками. Літають досить повільно і трапляються поблизу лісів.

## Види
Включає 11 видів:
- Leptidea amurensis Ménétriés, 1859[2]
- Leptidea darvazensis Bolshakov, 2004
- Leptidea descimoni Mazel, 2004
- Leptidea duponcheli (Staudinger, 1871)
- Leptidea gigantea (Leech, 1890)
- Leptidea juvernica stat. nov.[3]
- Leptidea lactea Lorkovic, 1950
- Leptidea morsei Fenton, [1882]
- Leptidea reali Reissinger, [1990]
- Leptidea serrata Lee, 1955
- Leptidea sinapis (Linnaeus, 1758)
- Leptidea yunnanica Koiwaya, 1996